# Tom Kirkwood
Thomas Burton Loram „Tom“ Kirkwood CBE (* 6. Juli 1951 in Durban, Südafrika) ist ein britischer Biologe und Gerontologe.

## Werdegang
Kirkwood studierte in Cambridge und Oxford Biologie und Mathematik. Von 1981 bis 1993 arbeitete er am National Institute for Medical Research. 1993 wurde er Großbritanniens erster Professor für Biogerontologie an der University of Manchester. 1999 wurde er an die Newcastle University berufen. Dort ist er Co-Direktor des Institute for Ageing and Health und Leiter der Abteilung Gerontologie.

## Arbeitsgebiete
Seit 1975 beschäftigt sich Kirkwood mit der Gerontologie. 1977 stellte er die Disposable-Soma-Theorie als Modell zur Evolution des Alterns auf.
2009 wurde Kirkwood Commander of the Order of the British Empire (CBE). 2011 erhielt er den Longevity Prize der IPSEN Foundation.

## Veröffentlichungen (Auswahl)
- Zeit unseres Lebens – Warum Altern biologisch unnötig ist. Aufbau-Verlag, ISBN 978-3-351-02509-0
- Evolution of ageing. In: Mech Ageing Dev 123, 2002, S. 737–745. PMID 11869731 (Review)
- Gerontology: Healthy old age. In: Nature 455, 2008, S. 739–740. PMID 18843351
- A systematic look at an old problem. In: Nature 451, 2008, S. 644–647. PMID 18256658
- Ageing: too fast by mistake. In: Nature 444, 2006, S. 1015–1017. PMID 17183304
- mit D. P. Shanley: Food restriction, evolution and ageing. In: Mech Ageing Dev 126, 2005, S. 1011–1016. PMID 15893805 (Review)
- mit C. E. Finch: Ageing: the old worm turns more slowly. In: Nature 419, 2002, S. 794–795. PMID 12397339
- mit S. N. Austad: Why do we age? In: Nature 408, 2000, S. 233–238. PMID 11089980 (Review)
- Ovarian ageing and the general biology of senescence. In: Maturitas 30, 1998, S. 105–111. PMID 9871904 (Review)
- mit R. G. Westendorp Human longevity at the cost of reproductive success. In: Nature 396, 1998, S. 743–746. PMID 9874369
- Paths to immortality and back. In: Nature 308, 1984, S. 226. PMID 6700724
- Evolution of ageing. In: Nature 279, 1977, S. 301–304. PMID 593350